# 김흠돌
김흠돌(金欽突, ? ~ 681년 9월 25일(음력 8월 8일))은 신라 중대와 통일신라의 군인이자 왕족, 무신, 외척이며 반란자이다. 신라의 통일전쟁에 참전하였으며 660년 이후 고구려 정벌 전쟁에 참여하여 668년 평양성을 함락시키는데 성공한다. 이후 오랫동안 기록에 등장하지 않다가 681년 반란 사건이 발생한다.
내물 이사금의 후손이지만 가계는 불분명하다. 딸은 문무왕의 장남 신문왕의 비가 되었으나 오랫동안 자녀가 없었고, 681년 반란을 이유로 처형되었다. 그러나 그가 어떤 이유로 거병, 반란을 일으켰는지는 기록에 나타나지 않는다.

## 생애
『삼국사기(三國史記)』나 『삼국유사(三國遺事)』에는 김흠돌의 자세한 가계는 나와있지 않다. 위서 논쟁이 있는 『화랑세기』에 의하면, 김흠돌의 어머니는 김유신(金庾信)의 누이 정희(政姬)이다. 그러나 정희라는 인물은 『화랑세기』에만 등장할 뿐, 『삼국사기』나 『삼국유사』에는 김유신의 누이로는 문희(文姬)와 보희(寶姬)만이 등장한다.
내물 이사금의 7대손이고 아버지는 잡찬(迊飡) 김달복(金達福)이고, 어머니는 김서현의 딸 정희이다. 화랑도인 김흠운은 그의 형제이며, 형제 김흠운은 태종무열왕의 딸 요석공주와 결혼했지만 655년 백제와의 전투에서 전사한다. 부인과 자녀에 대한 기록은 미상이다.
660년대 신라의 통일전쟁 당시 김유신, 김춘추, 김인문 등의 휘하에서 활동하며 고구려 정벌에 참여하였다. 661년 7월 고구려 원정군 편성에 참여하고, 김인문, 김진주(金眞珠) 등과 함께 대당장군(大幢將軍)에 임명되었다. 이때 그는 김유신을 도와 시이곡정(始飴谷停)까지 진격했다. 그러나 백제 부흥군이 침공해왔고 군량미가 부족하여, 그는 백제 부흥군과의 교전 및 군량미 운반을 지시받고 회군하였다.
이후 대아찬(大阿飡)에 임명되고 668년 6월 21일 대아찬 재직 중, 김인문, 김흠순(金欽純), 천존(天存), 지경(智鏡), 문충(文忠), 진복(眞福), 양도(良圖), 개원(愷元) 등과 함께 대당총관(大幢摠管)에 임명되었고, 당시 신라의 전국에서 징발된 병마와 총관을 이끌고 고구려 정벌에 참전하였다.
668년 9월 그와 다른 장수들이 이끈 군대가 평양성을 함락했으며, 회군 후 평양성을 함락시킨 공으로 파진찬(波珍飡)에 임명되었다가 얼마 뒤 소판(蘇判)으로 승진했다. 이후의 한동안 삼국사기나 삼국유사에 기록이 나타나지 않는다.
그의 딸이 언제 어느 시점에 문무왕의 왕세자 정명(政明)의 빈이 되었는지 년도와 날자는 삼국유사, 삼국사기에 나타나지 않는다. 그러나 태자 정명의 빈이 된 그의 딸은 오랫동안 아들을 낳지 못했다. 다른 딸을 두었는가 여부도 나타나지 않는다.
681년(신문왕 1) 8월 파진찬 흥원(興元), 대아찬 진공(眞功) 등과 함께 군사를 일으켜 반란을 일으켰으나 체포되어 처형되었다. 그런데 그가 반란을 일으킨 이유와 죄목에 대한 기록은 없다. 김흠돌, 흥원, 진공 등 외에도 당시 병부령 김군관(金軍官)도 함께 처형되었는데 왕의 장인으로서 역모를 도모했는데 이를 고발하지 않았다는 이유였다. 김군관이 김흠돌과 어떤 관계인지는 알려져 있지 않고, 어떤 연결관계가 있었다는 신문왕의 교서 내용만이 기록에 전한다.
김흠돌이 처형당하면서 그의 딸 폐비 김씨도 폐출되었는데, 신문왕은 그의 형제인 김흠운의 딸을 새 왕비로 맞이하였다. 김흠운은 그의 형제였지만 새 왕비의 어머니는 태종무열왕의 딸 요석공주였다.

## 가족 관계
- 아버지 : 김달복(金達福), 내물왕의 7대손
- 어머니 : 김정희(金政姬), 소판 김서현의 딸
  - 형 : 김흠운(金欽運, ? - 655)
  - 제수 : 요석공주
    - 조카 : 신목왕후

  - 누나 : 김흠신(金欽信)
  - 매부 : 보로전군(寶路殿君), 슬하에 2녀
  - 매부 : 진공(眞功)
    - 조카 : 신공(信功)
- 부인 : 진광부인(晉光夫人), 김유신의 딸
  - 딸 : 폐비 김씨 - 신문왕의 첫째 왕비
- 부인 : 언원(言元), 호원공(好元公)의 딸
  - 아들 : 흠언공(欽言公)
  - 딸 :  천관공(天官公)에게 출가
- 외조부 : 김서현(金舒玄, 564~ ?)
- 외조모 : 만명부인, 숙흘종의 딸

## 같이 보기
- 김흠돌의 난
- 신라의 통일 전쟁
- 폐비 김씨
- 김흠운
- 문무왕
- 신문왕